# Новопетрівка Перша
Новопетрі́вка Пе́рша — колишнє село Знам'янської сільської громади Ширяївського району Одеської області в Україні. Населення на 2001 рік становило 267 осіб.
12 червня 2018 року село було об'єднане з селом Новопетрівка Друга у село Новопетрівка Ширяївського району.

## Населення
Згідно з переписом УРСР 1989 року чисельність наявного населення села становила 292 особи, з яких 129 чоловіків та 163 жінки.
За переписом населення України 2001 року в селі мешкало 267 осіб.

### Мова
Розподіл населення за рідною мовою за даними перепису 2001 року:
| Мова       | Відсоток |
| ---------- | -------- |
| українська | 98,50 %  |
| болгарська | 0,75 %   |
| російська  | 0,75 %   |